# Инсеминација
Инсеминација (енгл. intrauterine insemination - IUI) је поступак уношења семене течности у материцу или јајовод, (када се назива интрацервикална инсеминација). Користи се при лечењу неплодности, у случају мало смањене плодности мушкарца због смањеног укупног броја сперматозоида или нешто мањег броја покретних сперматозоида, лошег квалитета слузи грлића материце, присуства антисперматозоидних антитела или у случају непознатог узрока неплодности.

## Историја
Инсеминација се на људима спроводи већ скоро два века. Прву инсеминацију документовану у медицинској литератури обавио је 1838. француски лекар Гираулт, као први од 12 описаних случајева. 1866. амерички гинеколог Џејмс Марион Симс објавио је књигу о неплодности која је имала и поглавље о инсеминацији.

## Инсеминација у медицински асистираној оплодњи
Инсеминација је најједноставнија и најјефтинија, али и најмање успешна метода медицински асистиране оплодње. Услов за примену инсеминације је проходност јајовода. Може се спроводити у природном циклусу без хормоналне стимулације или уз благу хормоналну стимулацију жене. Иако се у поступку може користити чисто семе након ликвификације, чешће се користи претходно кондиционирање семена центрифугирањем и/или испирањем, како би се задржали само најбољи сперматозоиди у узорку.
Ако се инсеминација обавља семеном супруга или партнера у ванбрачној заједници говори се о хомологној инсеминацији. Хетерологна инсеминација представља инсеменацију донираним семеном.
Број инсеминација које се спроводе пре примене компликованијих облика лечења је ограничен, јер је доказано да се шанса за трудноћу знатно смањује после одређеног броја циклуса лечења. Не препоручује се више од 6 инсеминација, а у неким случајевима чак и мање (на пример, кад је жена старија).